# Трупіал-чернець
Трупіа́л-черне́ць (Dives) — рід горобцеподібних птахів родини трупіалових (Icteridae). Представники цього роду мешкають в Мексиці, Центральній і Південній Америці.

## Опис
Трупіали-чернеці — птахи середнього розміру, їх довжина становить 21,5-25.5 см, вага 83,5-110 г. Самці є дещо більшими за самиць. Забарвлення у молодих птахів коричнювато-чорне, у дорослих птахів чорне, блискуче з фіолетовим відблиском. Очі темно-карі, дзьоб дещо вигнутий, на кінці гачкуватий. Трупіали-чернеці зустрічаються на відкритих місцевостях — в рідколіссях, чагарникових заростях, на полях і пасовищах.

## Види
Виділяють два види:
- Трупіал-чернець чагарниковий (Dives warczewiczi)
- Трупіал-чернець галасливий (Dives dives)

## Етимологія
Наукова назва роду Dives походить від слова лат. dives — цінний, чудовий.